# Marcin Górski
Marcin Górski (ur. 13 marca 1915 w Radziwoniszkach, zm. 27 lipca 2002 w Warszawie) – generał brygady WP, wieloletni szef Departamentu Finansów MON (1962-1984)

## Życiorys
W 1933 ukończył Państwowe Gimnazjum im. A. Mickiewicza w Nowogródku, potem był kancelistą w miejscowym Biurze Ubezpieczeń. W 1934 został powołany na przeszkolenie do WP i skierowany na Dywizyjny Kurs Podchorążych Rezerwy przy 20 Dywizji Piechoty w Słonimiu. Następnie odbył praktykę w 78 Pułku Piechoty w Baranowiczach. Od 1937 referent urzędu skarbowego w Wołożynie. W latach 1938–1939 zaliczył rok studiów na Uniwersytecie Stefana Batorego w Wilnie. Brał udział w wojnie obronnej 1939 jako dowódca plutonu ckm w stopniu kaprala podchorążego w 1 Brygadzie Górskiej Armii „Kraków” pod Pcimiem, Myślenicami, Oleszycami i Tomaszowem Lubelskim.
Po zakończeniu udziału w wojnie i powrocie do domu został zatrudniony na poprzednio zajmowanym stanowisku w Izbie Skarbowej w Wilnie, jednak już w październiku 1939 został zwolniony z pracy. Od kwietnia 1940  pracował jako robotnik rolny na Litwie, w miejscowości Sagowo, a po zajęciu Litwy przez ZSRR jako księgowy w przedsiębiorstwie "Wojentorg" w miejscowości Alytus (aż do napaści Niemiec na ZSRR). W latach 1941–1944 był księgowym w Nadleśnictwie Wołożyn, a od czerwca 1944 w przedsiębiorstwie państwowym w Lidzie. 20 września 1944 powołany do służby w WP i skierowany do 4 zapasowego pułku piechoty w Białymstoku. W listopadzie 1944 ukończył Kurs Oficerów Finansowych i na mocy uchwały Krajowej Rady Narodowej został mianowany chorążym służby inkasenckiej (promowany 25 listopada 1944 w Żytomierzu). Po wojnie pracował w Oddziale Finansowym WP, a od 1946 w Departamencie Finansów MON, gdzie był kolejno starszym buchalterem, pomocnikiem szefa wydziału zaopatrzenia pieniężnego i kierownikiem sekcji wydziału uposażeń. W latach 1947–1950 studiował w Akademii Nauk Politycznych w Warszawie. Po ukończeniu studiów w czerwcu 1950 został szefem wydziału uposażeń i świadczeń w Departamencie Finansowym MON, a od grudnia 1953 szefem Oddziału Uposażeń i Świadczeń (przekształconego w 1956 w Oddział Uposażeń). W marcu 1957 został zastępcą szefa tego departamentu w stopniu pułkownika w korpusie osobowym oficerów kwatermistrzostwa grupy finansowej. W maju 1960 skończył studia II stopnia w Szkole Głównej Planowania i Statystyki z tytułem magistra ekonomii. Od 31 marca 1962 szef Departamentu Finansów MON. Funkcję tę pełnił przez ponad 22 lata. 3 października 1967 na mocy uchwały Rady Państwa PRL mianowany generałem brygady – nominację wręczył mu 10 października 1967 w Belwederze przewodniczący Rady Państwa Edward Ochab. W marcu 1985 przeniesiony w stan spoczynku ze względu na osiągnięcie wieku emerytalnego. 
Od maja 1968 był członkiem Prezydium Rady WF i Sportu MON. Podczas służby wojskowej otrzymywał bardzo dobre opinie służbowe.
Jest pochowany na Cmentarzu Wojskowym na Powązkach (kwatera BII-12-3).

## Awanse
W trakcie wieloletniej służby w WP i ludowym Wojsku Polskim otrzymywał awanse na kolejne stopnie wojskowe:
- kapral podchorąży – 1939
- chorąży – 1944
- podporucznik – 1945
- porucznik – 1946
- kapitan – 1946
- major – 1948
- podpułkownik – 1952
- pułkownik – 1957
- generał brygady – 1967

## Życie prywatne
Syn Piotra (1872-1953), ekonoma folwarcznego i Doroty (1872-1940).
Po wojnie mieszkał w Warszawie. Od 1949 był żonaty z Janiną z domu Głowacką (1918-1993). Małżeństwo miało córkę.

## Odznaczenia
- Order Sztandaru Pracy I klasy (1980)
- Order Sztandaru Pracy II klasy (1968)
- Krzyż Komandorski Orderu Odrodzenia Polski (1973)[4]
- Krzyż Oficerski Orderu Odrodzenia Polski (1964)
- Krzyż Kawalerski Orderu Odrodzenia Polski (1959)
- Złoty Krzyż Zasługi
- Srebrny Krzyż Zasługi (dwukrotnie – 1946 i 1949)
- Brązowy Krzyż Zasługi (1945)
- Medal za Warszawę 1939–1945 (1946)
- Medal za Odrę, Nysę, Bałtyk (1946)
- Medal „Za udział w walkach o Berlin” (1970)
- Medal 10-lecia Polski Ludowej
- Medal 30-lecia Polski Ludowej
- Medal 40-lecia Polski Ludowej
- Złoty Medal „Siły Zbrojne w Służbie Ojczyzny” (1968)
- Srebrny Medal Siły Zbrojne w Służbie Ojczyzny
- Brązowy Medal Siły Zbrojne w Służbie Ojczyzny
- Złoty Medal „Za zasługi dla obronności kraju” (1973)
- Srebrny Medal Za zasługi dla obronności kraju
- Brązowy Medal Za zasługi dla obronności kraju
- Złota odznaka „Zasłużony Działacz Kultury Fizycznej” (1969)[5]
- Odznaka Honorowa Polskiego Czerwonego Krzyża I stopnia (1973)[6]
- Odznaka 25-lecia Ligi Obrony Kraju (1970)[7]
- Medal 100-lecia sportu polskiego  (1968)[8]
- Order Czerwonej Gwiazdy (ZSRR, 1968)
- Medal „Za wyzwolenie Warszawy” (ZSRR, 1946)
- i inne